# Nilometer

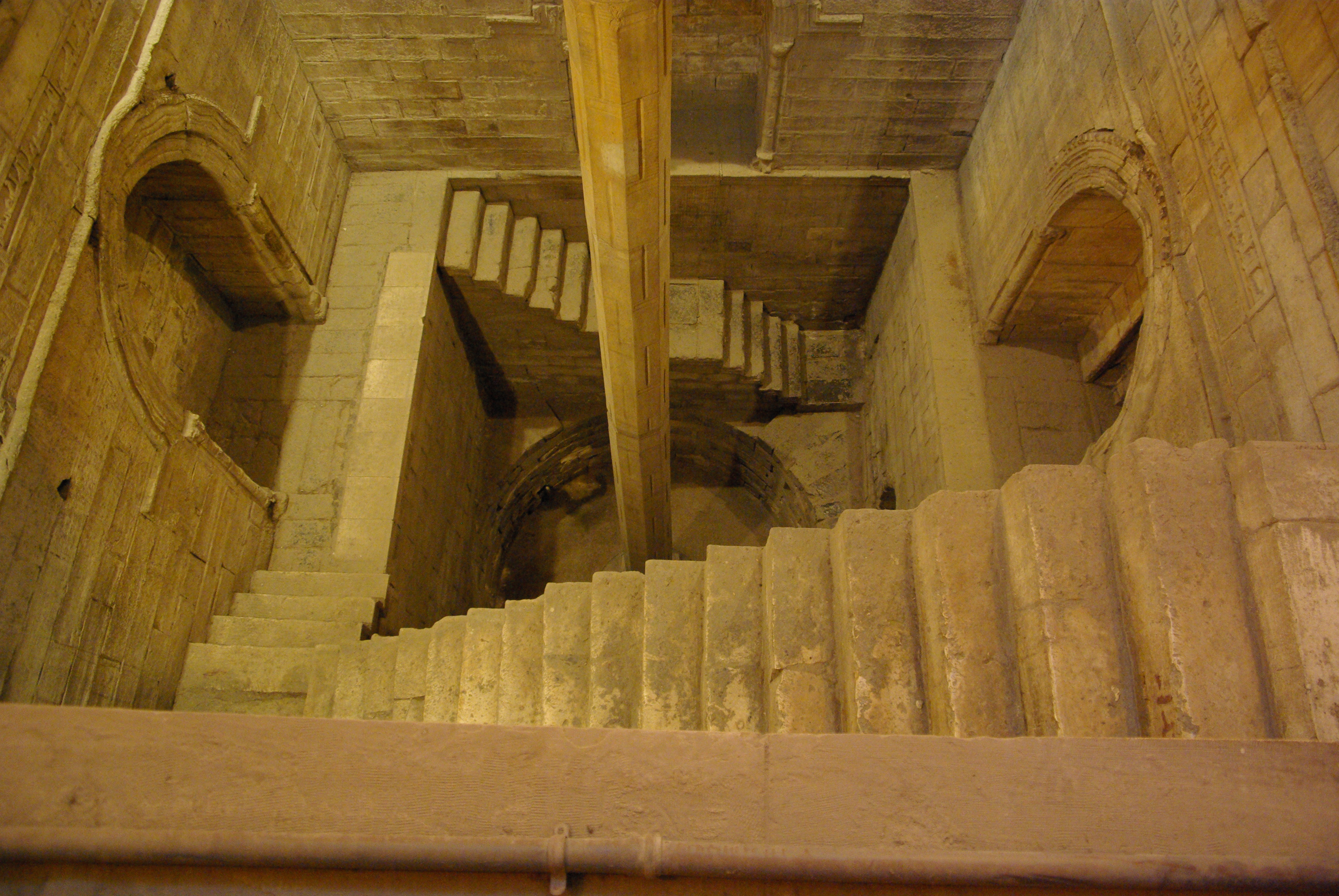
Nilometer van Rhoda in Caïro

Een Nilometer is een instrument of bouwwerk om het waterpeil van de Nijl op te meten. Door de bouw van de eerste Aswandam in 1902 werden de nilometers overbodig. In veel plaatsen langs de Nijl waren nilometers te vinden.
De Egyptische kalender begon met het overstromingsseizoen. Elk jaar werd de overstroming van de Nijl, die geassocieerd werd met de god Hapy, na een seizoen van droogte, met spanning afgewacht. De overstroming werd aangekondigd door de ster Sopdet, de Egyptische naam voor Sirius.
Op het eiland Elephantine, dat als eerste plaats in Egypte met de overstroming te maken kreeg, bevindt zich een nilometer. De god Chnoem, die een triade vormde met Satet en Anuket, werd geassiocieerd met de overstroming. In de buurt van de nilometer staan dan ook de tempels van Chnoem en Satet. De priesters en schrijvers van deze tempels konden de hoogte van de overstroming opmeten en deze op de wanden van de nilometer optekenen. Het is een trap met negentig treden die naar de Nijl loopt. De schaalverdeling is 28 el (een el is ongeveer een halve meter). 
Op het nabijgelegen eiland Philae bevinden zich twee nilometers. Eén in de buurt van het paviljoen van Nectanebo I en de ander in de buurt van de mammisi. De geograaf Strabo beschrijft de nilometer als volgt: "In een waterput van steen aan de oever van de Nijl wordt de hoogte van de rivier gemeten. Op de wand van de put zijn markeringen aangebracht. Dit is belangrijk voor de boeren die hun land moeten irrigeren en de ambtenaren die de belastingen moeten heffen".
Bij de Tempel van Kom Ombo is ook een nilometer aanwezig die door middel van een tunnel met de Nijl verbonden was. Mogelijk werd hierin ook een krokodil, de dierlijke verschijning van de god Sobek, gehouden. De krokodil werd na zijn dood gemummificeerd. 
De nilometer in de stad Caïro bevindt zich op het eiland Rhoda en werd gebouwd in 861 n. Chr, nadat een eerder bouwwerk uit 715 n.Chr. door een overstroming was verwoest. Het is een mooi gebouw boven een put, die door drie tunnels (elk op een andere hoogte) in verbinding stond met de Nijl. Op een kolom is een verdeling aangebracht van 19 el. De ideale hoogte van de overstroming was hier 16 el. Veel minder betekende droogte en hongersnood, en meer verdrinking. Aan de hand van de meting werden de belastingen die de mensen moesten betalen berekend.

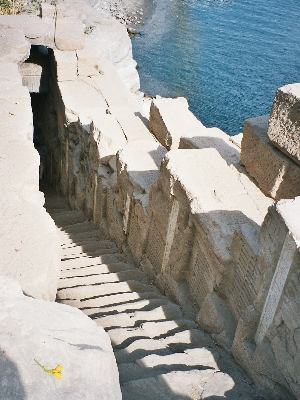
Nilometer op het eiland Elephantine
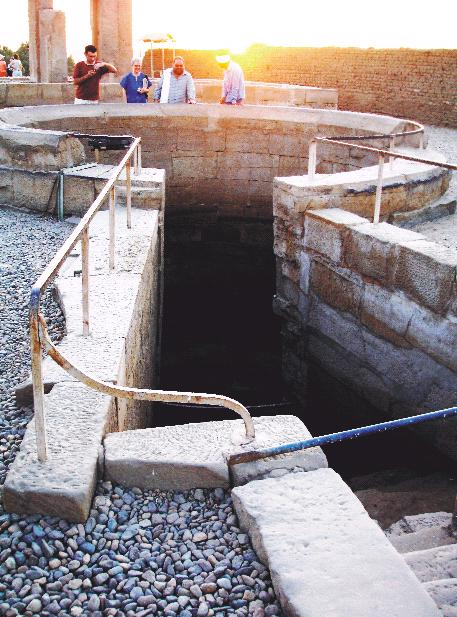
Nilometer tempel Kom Ombo
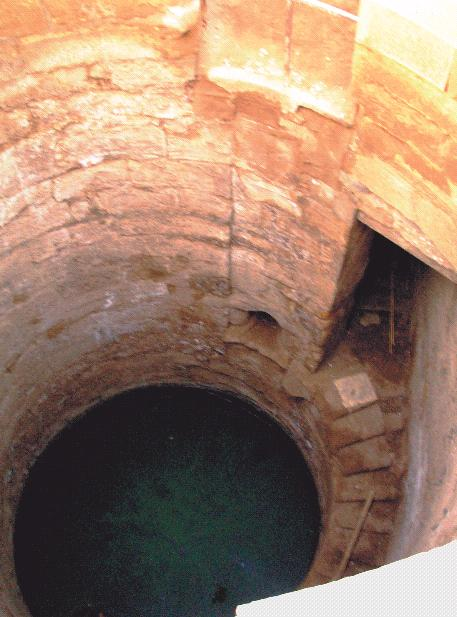
Nilometer tempel Kom Ombo